# Polnische Badminton-Mannschaftsmeisterschaft 1976
Die Polnische Badminton-Mannschaftsmeisterschaft der Saison 1975/1976 gewann das Team von Unia Głubczyce. Es war die dritte Austragung der Titelkämpfe.

## Endstand
| Platz | Mannschaft         |
| ----- | ------------------ |
| 1.    | Unia Głubczyce     |
| 2.    | Olimpia Wrocław    |
| 3.    | Stal FSO Warszawa  |
| 4.    | Gwardzista Wrocław |
| 5.    | Vigoprim Łódź      |
| 6.    | Unia Bieruń Stary  |
| 7.    | Rakieta Łódź       |
| 8.    | KS Cracovia        |
| 9.    | Merkury Bydgoszcz  |
| 10.   | Bolesław Bukowno   |
| 11.   | Piwosz Olsztyn     |
| 12.   | Mors Gdynia        |